# Glyphodes psammocyma
Glyphodes psammocyma là một loài bướm đêm trong họ Crambidae.